# Miguel Ángel Bernardeau Maestro
Miguel Ángel Bernardeau Maestro (Albacete, 23 de juny de 1960) és un productor de televisió espanyol. Una de les seves produccions més conegudes és la sèrie de ficció Cuéntame cómo pasó. Està casat amb l'actriu valenciana Ana Duato.

## Biografia
Miguel Ángel Bernardeau va néixer a Albacete el 23 de juny de 1960. Després d'estudiar cinema en Madrid (1980-1985), va començar a treballar a televisió, indústria en la qual ha desenvolupat la major part de la seva carrera professional.
L'any 1997, va fundar la productora audiovisual Ganga Producciones, de la qual és president des de llavors.
Va estudiar Direcció de cinema en el CEI (Centre d'Estudis de la Imatge). Entre 1980 i 1985, va fer diferents treballs com a perxista i ajudant de direcció i producció.

## Ficció
| Producció                     | Any               | Càrrec             |
| ----------------------------- | ----------------- | ------------------ |
| Fugitiva                      | 2018              | Productor executiu |
| Inhibidos                     | 2017 - actualitat | Productor executiu |
| UCO: Unidad Central Operativa | 2008 - 2009       | Productor executiu |
| Desaparecida                  | 2007 - 2008       | Productor executiu |
| Hay que vivir                 | 2007              | Productor executiu |
| Cuéntame cómo pasó            | 2001 - actualitat | Productor executiu |
| Mediterráneo                  | 1999 - 2000       | Productor          |
| Querido maestro               | 1997 - 1998       | Productor          |
| Los ladrones van a la oficina | 1993 - 1995       | Productor          |

## Programes, documentals i altres espais
| Producció                          | Any               | Càrrec               |
| ---------------------------------- | ----------------- | -------------------- |
| Ochéntame otra vez                 | 2014 - actualitat | Productor            |
| Un país para comérselo             | 2010 - 2014       | Productor            |
| Haití, en construcción             | 2011              | Productor executiu   |
| Vamos a cocinar... con José Andrés | 2005 - 2007       | Productor executiu   |
| Níger, una emergencia silenciosa   | 2006              | Productor executiu   |
| La azotea de Wyoming               | 2005              | Productor executiu   |
| Primer Plano                       | 1992              | Productor            |
| El ruedo                           | 1989 - 1990       | Productor            |
| El camino de Santiago              | 1987 - 1988       | Productor            |
| Vieja herida                       | 1986              | Director             |
| El río de oro                      | 1985              | ajudant de producció |

## Premis
| Categoria              | Any               | Festival                                                                                        |
| ---------------------- | ----------------- | ----------------------------------------------------------------------------------------------- |
| Nimfa d'or             | 2008              | Millor productor de Ficció-Comèdia, per Cuéntame cómo pasó, Festival de Televisió de Montecarlo |
| Nimfa d'or             | 2008              | Millor productor de Ficció-Drama, per Desaparecida, Festival de Televisió de Montecarlo         |
| Millor sèrie de ficció | 2002 - 2003, 2005 | ATV                                                                                             |
| Millor Producció       | 2006 - 2007, 2008 | ATV por Cuéntame cómo pasó                                                                      |
| Millor sèrie           | 1993              | Premi Ondas per Los ladrones van a la oficina                                                   |
| Millor sèrie nacional  | 2001              | Premi Ondas per Cuéntame cómo pasó                                                              |